# پایگاه نظامی ورکوتا سویتسکی
 پایگاه نظامی ورکوتا سویتسکی  (به انگلیسی: Vorkuta Sovetsky) یک فرودگاه نظامی است که یک باند فرود بتن دارد و طول باند آن ۳۵۵۰ متر است. این فرودگاه در شهر وورکوتا کشور روسیه قرار دارد .